# RADIUS

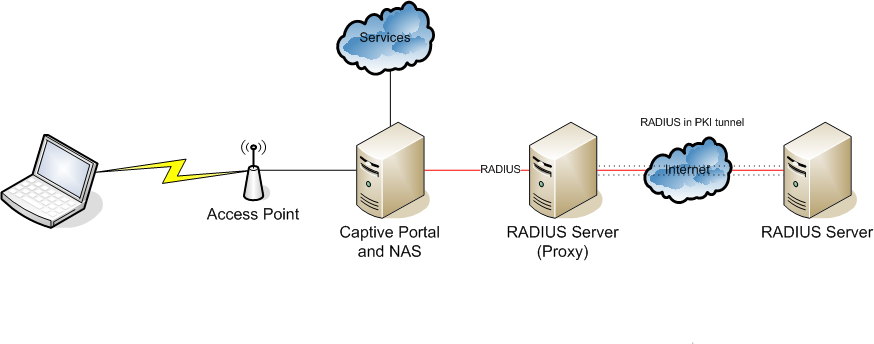
Este diagrama muestra un RADIUS AAA remoto que utiliza un servidor proxy.

RADIUS (acrónimo en inglés de Remote Authentication Dial-In User  Service) es un protocolo de autenticación y autorización para aplicaciones de acceso a la red o movilidad IP. Este protocolo facilita la transmisión de credenciales de autenticación, como nombres de usuario y contraseñas, desde un cliente de acceso a un servidor RADIUS. Utiliza el puerto 1812 UDP para establecer sus conexiones.
Cuando se realiza la conexión con un ISP mediante módem, DSL, cablemódem, Ethernet o Wi-Fi, se envía una información que generalmente es un nombre de usuario y una contraseña. Esta información se transfiere a un dispositivo Network Access Server (NAS) sobre el protocolo PPP, quien redirige la petición a un servidor RADIUS sobre el protocolo RADIUS. El servidor RADIUS comprueba que la información es correcta utilizando esquemas de autenticación como PAP, CHAP o EAP. Si es aceptado, el servidor autorizará el acceso al sistema del ISP y le asigna los recursos de red como una dirección IP, y otros parámetros como L2TP, etc.
Una de las características más importantes del protocolo RADIUS es su capacidad de manejar sesiones, notificando cuándo comienza y termina una conexión, así que al usuario se le podrá determinar su consumo y facturar en consecuencia; los datos se pueden utilizar con propósitos estadísticos.
RADIUS fue desarrollado originalmente por Livingston Enterprises para la serie PortMaster de sus Servidores de Acceso a la Red(NAS). Posteriormente, se estandarizó a través de las RFC 2138 y RFC 2139. Actualmente existen muchos servidores RADIUS, tanto comerciales como de código abierto. Las prestaciones pueden variar, pero la mayoría pueden gestionar los usuarios en archivos de texto, servidores LDAP, bases de datos varias, etc. A menudo se utiliza SNMP para monitorear remotamente el servicio. Los servidores Proxy RADIUS se utilizan para una administración centralizada y pueden reescribir paquetes RADIUS al vuelo (por razones de seguridad, o hacer conversiones entre dialectos de diferentes fabricantes).
RADIUS es extensible; la mayoría de fabricantes de software y hardware RADIUS implementan sus propios dialectos.

## Estándares
El protocolo RADIUS actualmente está definido en los RFC 2865 (autentificación y autorización) y RFC 2866 (accounting). Otros RFC relevantes son el RFC 2548, RFC 2607, RFC 2618, RFC 2619, RFC 2620, RFC 2621, RFC 2809, RFC 2867, RFC 2868, RFC 2869, RFC 2882, RFC 3162 y RFC 3576.1.1.